# 탄현로 (평택시)
탄현로(Tanhyeon-ro) 평택시 파고다택시에서 오좌사거리를 잇는 25.4km 도로이다.

## 주요 경유지
경기도
- 평택시 (중앙동, 서정동, 신장동, 지산동, 독곡동)

## 노선
| 이름             | 접속노선                | 소재지 | 소재지 | 비고 |
| ---------------- | ----------------------- | ------ | ------ | ---- |
| 파고다택시사거리 | 송탄로 서정역로         | 평택시 | 중앙동 |      |
| 서정리역삼거리   | 정암로                  | 평택시 | 서정동 |      |
| 송탄역사거리     | 송탄공원로              | 평택시 | 신장동 |      |
| 신장육교사거리   | 신장로                  | 평택시 | 신장동 |      |
| 목천고가오거리   | 지산천로 송탄로         | 평택시 | 지산동 |      |
| 오좌사거리       | 국도 제1호선 (경기대로) | 평택시 | 독곡동 |      |

## 주요 건물 및 시설
- GS25평택서정리역점 (탄현로 48/서정동 429-3)
- 서정리역(탄현로 51/서정동 427-53)
- 린니이 평송코리아 (탄현로 88/서정동 433-8)
- GS25송탄메트로점 (탄현로 88/서정동 433-8)
- 올랜드 가전가구아울렛 평택점 (탄현로 160/서정동 831-13)
- 서정동행정복지센터 (탄현로 170/서정동 831)
- 알뜰주유소 슈퍼맨주유소 (탄현로 192/서정동 785-11)
- 현댸모비스 (탄현로 194/서정동 785)
- KT송탄빌딩 (탄현로 220/서정동 76-7)
- 아이비클럽 (탄현로 225/신장동 252-11)
- 스마트 송탄점 (탄현로 238-1/신장동 252-24)
- 스쿨룩스 송탄점 (탄현로 242/신장동 251-10)
- 세븐일레븐송탄클레시아점 (탄현로 261/신장동 243-3)
- 보건약국 (탄현로 287/신장동 227-17)
- GS25송탄북시장점 (탄현로 313-1/지산동 767-47)
- BYC(탄현로 318-1/지산동 765-4)
- 우리은행송탄금융센터 (탄현로 319/지산동 214-30)
- KB국민은행송탄지점 (탄현로 320/지산동 763-3)
- 이디야커피평택송탄점 (탄현로 323/신장동 213-6)